# Casa-fàbrica Casacuberta
La casa-fàbrica Casacuberta era un conjunt d'edificis situats als carrers de les Carretes i Reina Amàlia del Raval de Barcelona, del que només es conserva el primer.

## Història

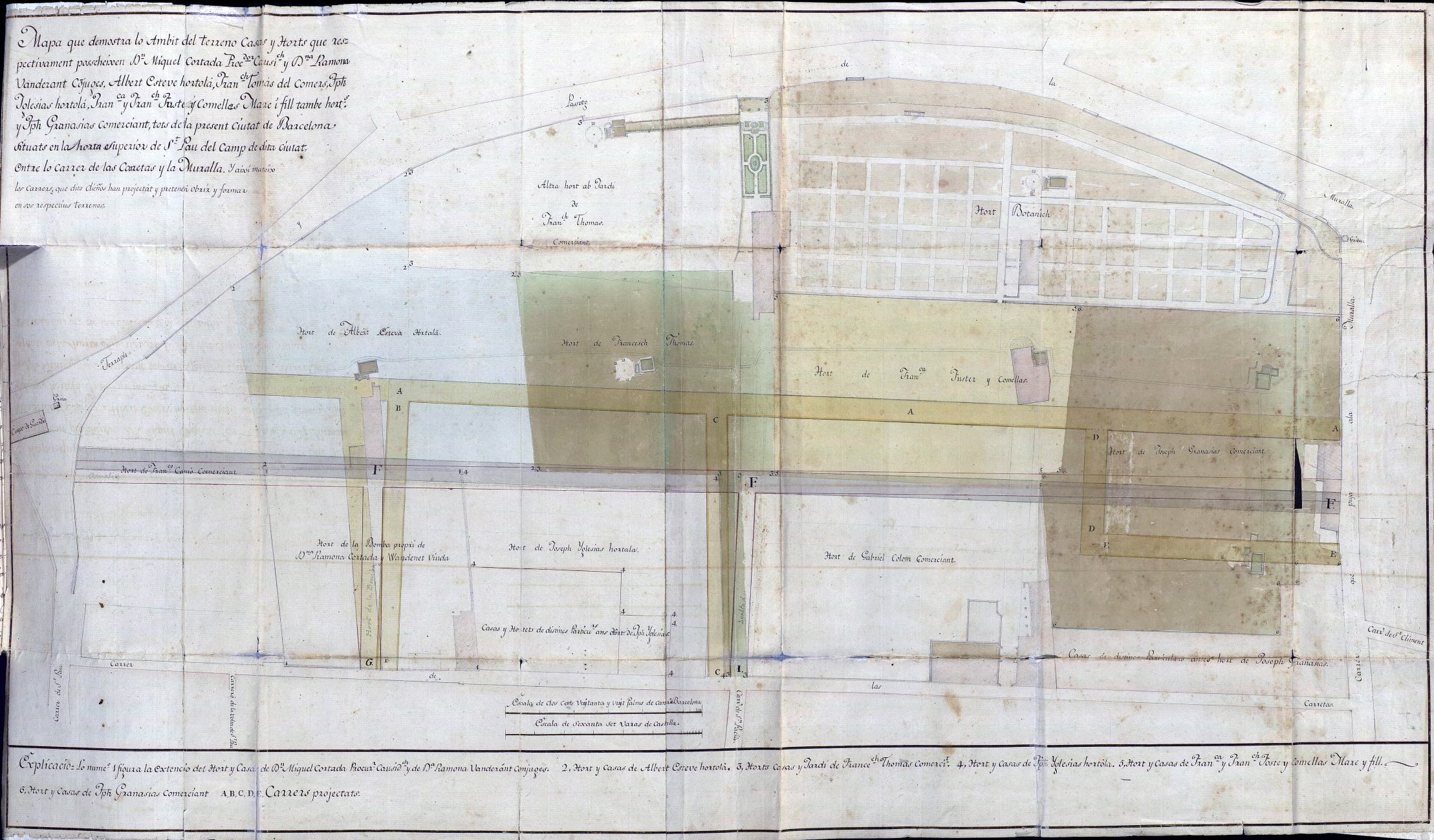
Projecte d'obertura dels carrers de la Reina Amàlia, Hort de la Bomba i Lleialtat (1807)

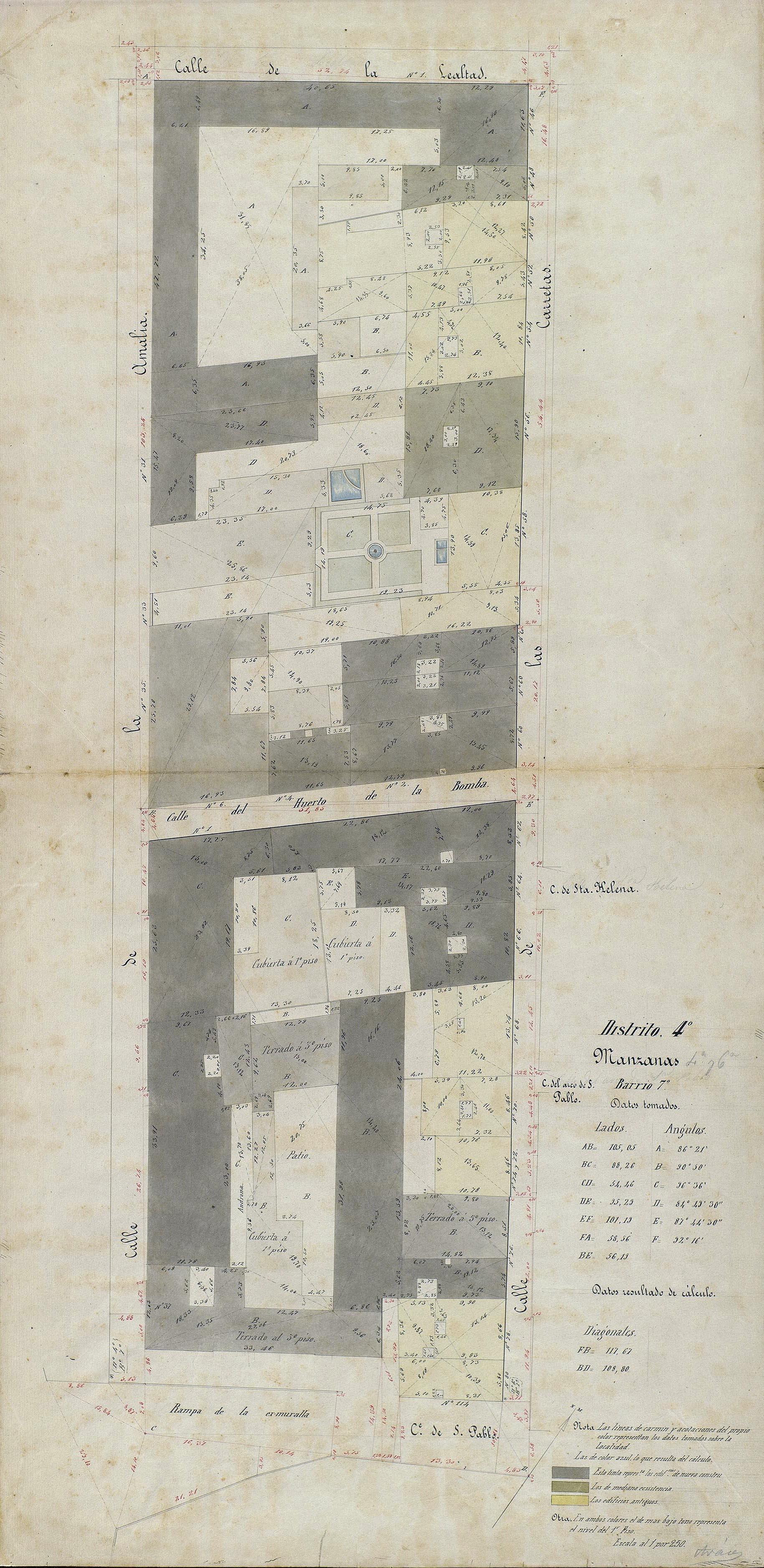
Quarteró núm. 105 de Garriga i Roca (c. 1860)

El 1796, el taverner Jaume Casacuberta va demanar permís per a construir un edifici de planta baixa, entresol i quatre pisos al carrer de les Carretes, segons el projecte del mestre de cases Josep Coll. El 1833, el comerciant Francesc Casacuberta va ampliar la propietat amb l'adquisició en emfiteusi a l'hisendat Feliu Iglesias i Alemany d'una porció de terreny al carrer de la Reina Amàlia, al costat de la fàbrica de Clavell. Tot seguit, va demanar permís per a construir-hi una fàbrica de planta baixa i tres pisos, segons el projecte del mestre de cases Josep Pedrerol i Carbonell. El 1863 es van treure els edificis a subhasta.
En aquest indret hi hagué la fàbrica de filats i teixits de Josep Boix, i posteriorment, la fàbrica de corretges i altres articles de cuir d'Antoni Escardibol, la de cardes i corretges de Bartomeu Mirapeix, la teixits de cotó d'Antoni Ballet (o Vallet).
Cap al 1940, la fàbrica del carrer de la Reina Amàlia va ser adquirida per Francesc Salazar i Pomar per a ampliar-hi la seva asserradora i magatzem de fustes (vegeu piscines Folch i Torres).